# Sjostedtiella unirufa
Sjostedtiella unirufa är en stekelart som beskrevs av Morley 1926. Sjostedtiella unirufa ingår i släktet Sjostedtiella och familjen brokparasitsteklar. Inga underarter finns listade i Catalogue of Life.